# Anisodes privata
Anisodes privata är en fjärilsart som beskrevs av Walker 1861. Anisodes privata ingår i släktet Anisodes och familjen mätare. Inga underarter finns listade i Catalogue of Life.